# Mapa-Múndi de Beato de Liébana

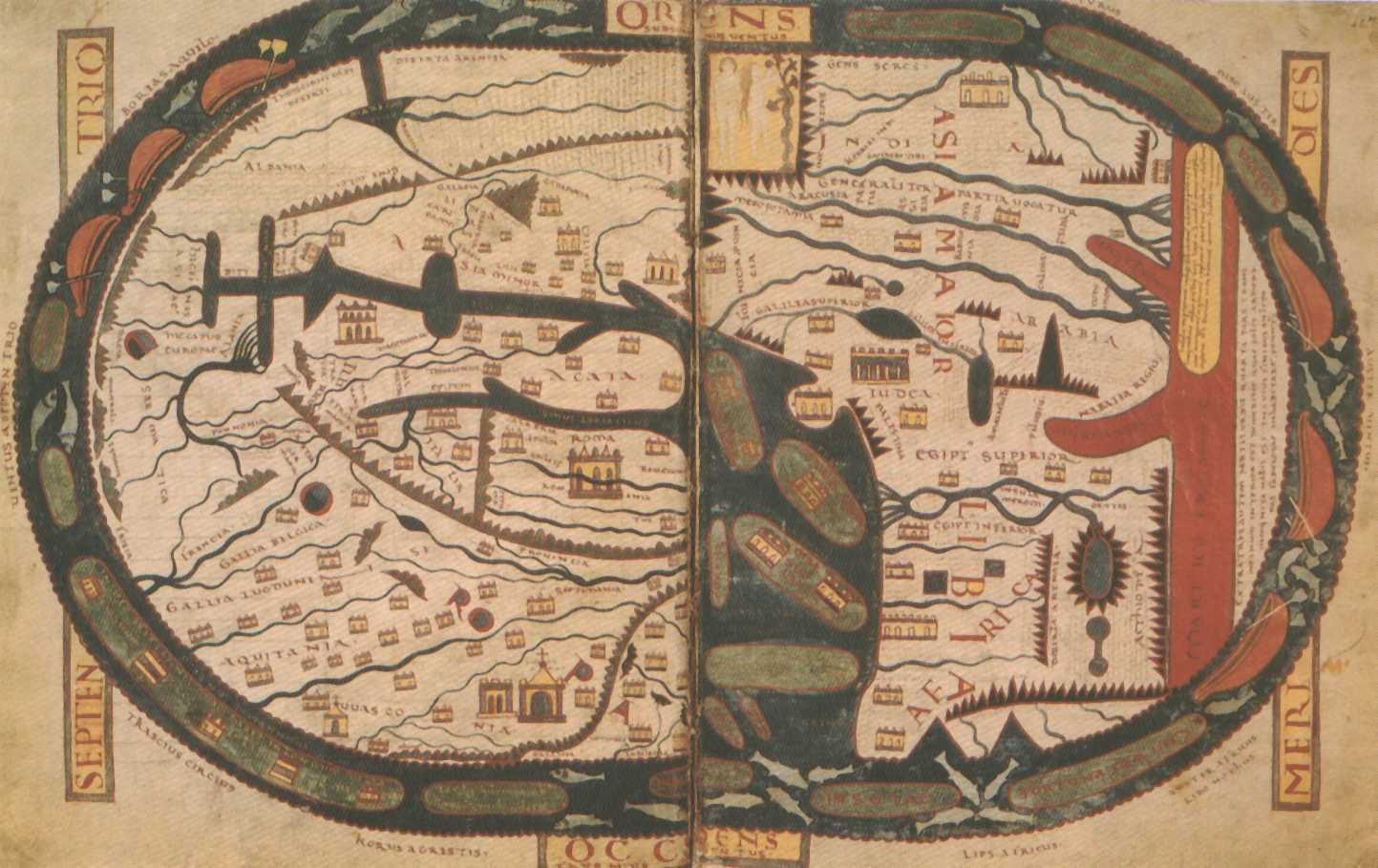
Exemplar do Mapa-Múndi de Beato de Liébana conservado no manuscrito de Saint Severn. O mapa está orientado a Este e não a Norte, em contraste com os da cartografia moderna. Diz-se, portanto, que o mapa está orientado.

O Mapa-Múndi de Beato de Liébana é uma das principais obras cartográficas da Alta Idade Média. Foi elaborado pelo monge de Liébana com o mesmo nome, baseando-se nas descrições de Isidoro de Sevilha, Ptolomeu e a Bíblia. Muito embora o manuscrito original se tenha perdido, restam-nos algumas cópias de fidelidade bastante grande respectivamente ao original.
Este mapa surge reproduzido no prólogo do segundo livro dos Comentários ao Apocalipse de Beato de Liébana. A função principal do mapa não é a de representar cartograficamente o mundo, mas de servir de ilustração à diáspora primitiva dos Apóstolos.